# Rhytidosteidae
Rhytidosteidae é uma família de Temnospondyli que viveram no Permiano e Triássico.